# Tabocas do Brejo Velho
Tabocas do Brejo Velho é um município brasileiro do estado da Bahia, situado na Região Intermediária de Barreiras e na Região Imediata de Barreiras.

## História
Originalmente toda a região do Extremo Oeste Baiano, denominada Comarca do Rio de São Francisco, pertencia ao Estado de Pernambuco até o ano de 1824, onde está localizada a cidade de Tabocas do Brejo Velho, pertenceu ao município de Cotegipe (Campo Largo) até 1890, em 1891 deste território emancipou Angical e mais tarde emancipou Barreiras, e em 12 de abril de 1962 foi criado o município de Tabocas do Brejo Velho. A região do oeste Baiano na margem esquerda do rio São Francisco pertenceu ao Pernambuco até meados de 1824. D. Pedro I a desligou do território pernambucano como punição pelo movimento separatista conhecido como Confederação do  Equador. A então comarca do São Francisco foi o último território desmembrado de Pernambuco, impondo àquele estado uma grande redução da extensão territorial, de 250 mil km² para os 98.311 km² atuais. Após três anos foi cedida ao Estado de Minas Gerais e três anos depois a região foi anexada ao Estado da Bahia em 1827.
Tabocas do Brejo Velho (BA) era uma vila com a existência de um grande tabocal, que originou o nome Tabocas, já o complemento do “Brejo Velho” decorreu da situação político-administrativa de ser o antigo povoado pertencente ao segundo Distrito de Brejo Velho, hoje Brejolândia, sendo que naquela época tanto Tabocas quanto Brejolândia pertenciam ao município de Angical.
Descobertas arqueológicas dão indícios de que os primeiros habitantes de Tabocas foram os índios caboclos. Na área central da cidade, na Praça Presidente Dutra, entre os fundos da Igreja Matriz e o Hotel Tabocas, nos períodos de 1953-1954 foram descobertos cerca de 200 potes de cerâmica, restos mortais e objetos artesanais de índios caboclos. Estima-se que a nação cabocla compreendia cerca de mil pessoas ao longo do século XIX.
Por volta de 1826, Tabocas contava com 5 famílias entre elas a do Senhor Ladislau Antunes, cujo pai Manoel de Almeida, tinha sido o primeiro morador. Em torno de 1910, o local hoje denominado Tabocas era uma fazenda que teve como morador e dono Victor Correia Mendonça.
Em 1962, Tabocas conseguiu se desmembrar de Angical através de sua emancipação política ocorrida em 13 de abril do referido ano por meio da lei nº 1676, que teve como autor do projeto o Deputado Oscar Cardoso com o apoio do Deputado Juarez Souza. Alguns taboquenses se destacaram na luta pela emancipação, são eles: Vicente Soares de Oliveira, Zacarias Machado e Onívio Silva Oliveira.
Sabendo que o 1º Distrito de Santa Helena, os habitantes que lá residem, chegaram antes da formação da área urbana de Tabocas, estes vindos de Portugal e Itália, liderados pelas famílias Silva, Nascimento e Gonçalves dentre outras, sendo o primeiro distrito de paz o Distrito de Santa Helena.

## Geografia

###### Bioma
O município encontra-se dividido em dois biomas: Cerrado e Mata Atlântica, composta basicamente por duas fitofisionomias deste último bioma: Floresta Estacional Semidecidual e Floresta Estacional Decidual. No que tange ao Cerrado, a parcela do lado oeste é composta por Savana.
A quase totalidade do lado leste do Município é por Floresta Estacional. A parte sul é formada por Floresta Estacional Decidual. Essa fitofisionomia, também chamada de Floresta Tropical Caducifólia ou Mata Seca, é um tipo de vegetação caracterizado por duas estações climáticas bem demarcadas, uma chuvosa seguida de longo período biologicamente seco, sendo que no período frio, mais de 50% da vegetação fica despida de folhas nas diversas regiões em que está localizada.
A Floresta Estacional Decidual é encontrada na zona de transição entre a Mata Atlântica, o Cerrado e a Caatinga, e tem esse nome por conta da aparência que adquire durante o período de estiagem. No período de chuvas, essa vegetação recupera a folhagem e transforma-se numa floresta tropical extremamente rica em flora e fauna.
Floresta Estacional Semidecidual, localizada ao norte-leste do Município, é também chamada por alguns autores de Mata Seca. Segundo a EMPRAPA, as florestas estacionais semideciduais, classificadas anteriormente como florestas subcaducifólias, são formações de ambientes menos úmidos do que aqueles onde se desenvolve a floresta ombrófila densa. Em geral, ocupam ambientes que transitam entre a zona úmida costeira e o ambiente semiárido. Daí porque esta vegetação também é conhecida como “mata seca”.
A parcela constituída por Savana, ao sul e oeste do Município, tem sua paisagem composta por um estrato herbáceo dominado principalmente por gramíneas, e um estrato de árvores e arbustos tortuosos, com ramificações irregulares e retorcidas, variando em cobertura de 10 a 60 %.

###### Clima
O clima do município é semiúmido, ou tropical de savana, com temperaturas médias mensais acima de 18 °C, com período de seca.

###### Solo
Segundo dados do Geobank, o município apresenta oito tipos diferentes de solo: Argissolo Vermelho-Amarelo Eutrófico – PVAe, Cambissolo Háplico Ta Eutrófico – CXve, Cambissolo Háplico Tb Distrófico – CXbd, Gleissolo Háplico – GXbd, Neossolo Quartzarênico – RQ, Neossolos Litólicos Distróficos – RLd, Latossolo Vermelho Distrófico- LVd e Latossolo Vermelho-Amarelo Distrófico – LVAd. Este último sendo o mais representativo no município.
Os LVad são formados pelo processo denominado de latolização que consiste basicamente na remoção da sílica e das bases do perfil (Ca2+, Mg2+, K+ etc.), após intemperismo dos minerais primários. São solos minerais não-hidromórficos, profundos (>50cm), com horizonte B latossólico, com elevado grau de intemperismo. Possui baixa CTC, baixos teores de argila, com alto grau de floculação. Os perfis são profundos com ocorrência muito frequente de transição difusa e gradual entre horizontes. São muitos porosos, friáveis, ou altamente friáveis quando úmidos. Bem drenados e se apresentam com certa resistência a erosão em virtude da baixa mobilidade da fração argila, do alto grau de floculação e grande porosidade e permeabilidade. A coloração varia do vermelho ao amarelo, com baixo percentual de saturação de bases, por isso denominado de distrófico.

###### População e Urbanização
Segundo o IBGE a população estimada em 2010 é de 11.431 habitantes; 34 % da população residem na zona urbana e os demais, (66%) residem na zona rural.
A população do Município no período de 1991 a 1996 apresentou uma taxa de crescimento de 0,66%, mantendo seu crescimento até o ano de 2000, com taxa de crescimento entre os anos de 1996 e 2000 de 1,99 %. Entretanto, a partir desse ano, até 2007, houve um decréscimo de quase 1%, mantendo a queda até 2010. A explicação para tal decréscimo pode ser por conta do fluxo de emigração de jovens, dando continuidade aos estudos em cidade com mais estrutura e/ou busca por emprego. Segundo o IBGE a população estimada para 2015 é de 13.025 habitantes.
Em relação ao gênero ou sexo, o predominante no Município é o sexo masculino com 51,95% (5.939 habitantes) em relação ao número de habitantes total (11.431), sendo os demais 48,05% (5.492 habitantes) representantes do sexo feminino.
Segundo o Levantamento de Dados do IBGE, o município de Tabocas do Brejo Velho conta com oito (8) estabelecimentos públicos de saúde.

###### Acesso
Encontra-se no extremo oeste baiano a 800 km da capital Salvador e a 147 km de Barreiras, a principal cidade do oeste baiano. O acesso se dá pelas rodovias BR 242, BA-172 e BA 466, sendo a cidade cortada pela BA-466. Em 2016, o acesso via rodovia esta em boas condições de tráfego, com exceção da BA 466 com apenas um pequeno trecho asfaltado. Trecho BA- 172, 466.

###### Limites
Ao norte é limítrofe com Cristópolis e Wanderley, ao oeste com Baianópolis, a leste com Brejolândia e ao sul com Serra Dourada.

###### Hidrografia
Bacia do Rio Corrente.
O território do município de Tabocas do Brejo Velho está localizado na zona dos divisores de águas das bacias dos rios Corrente e Grande, tendo a sua maior porção inserida na segunda bacia. Sua sede municipal localiza-se na Bacia do Rio Corrente.
Em toda região é comum os Marimbus, (Pântano, brejo à margem de rios) que são essenciais para a agricultura local.
Diversificada área de riachos intermitentes, da bacia do rio corrente sob a LEI Nº 12.637 são eles:
- Passagem do Jacaré no rio Marimbu de São João.
- Cruzamento do rio Marimbu de São João com a estrada Cabeceira do São João-Lagoa do Oscar.
- Cruzamento da estrada que passa pelo Dois Capão com o riacho da Baraúna.
- Nascente do riacho da Baraúna.
- Divisor de águas das serras do Covil e Santana, no ponto fronterio à nascente do riacho Canabrava.
- Ponto na estrada Mariquita-Tabocas do Brejo Velho, situado no divisor de águas das subbacias do riacho Brejo Velho (Bacia do São Francisco) e do Marimbu Porto Alegre (Bacia do rio Grande), próximo ao entroncamento para a localidade Umburanas.
- Alto da serra do Carrapato, situado entre as localidades de Carrapato (Tabocas do Brejo Velho) e Lameirão (Brejolândia).
- Extremo leste da serra do Carrapato.
- Ponte sobre o riacho da Areia na estrada Tabocas-Mariquita.
- Ponto no riacho da Areia, próximo à estrada que liga a BA-172 ao povoado Bom Sucesso.
- Ponto na BA-466, situado no povoado Cedro (Brejolândia), próximo ao entroncamento com a BA-172.
- Km 72 da BA-172, próximo ao entroncamento da estrada para as fazendas Lagoa das Vaguetas e Primavera e para localidade Lagoa Nova das Caraíbas.
- Alto do morro da Baixa do Trops, situado a noroeste da fazenda Trops.
- Alto do morro Vermelho, situado a noroeste da escola municipal Lázaro Medrado de Souza, na localidade Tiririca 2.
- Alto do morro Olho d`Água, na localidade Tauá.
- Ponto na estrada na localidade Tauá, fronteiro ao morro Olho d`Àgua e próximo a escola municipal Nossa Senhora de Fátima.
- Ponto na estrada na localidade Tauá, próximo ao entroncamento com a estrada Ponta d`Água-Zé Francisco.
- Alto do morro Tauá, situado na localidade Tauá e a oeste da escola São Bento.
- Alto do morro Pelado, situado a oeste da escola Divíno Pai Eterno, na localidade Zé Francisco.
- Divisor de águas da serra Geral ou dos Bois, no ponto situado entre as nascentes do riacho  do Mato e do córrego Cercadinho, e a sudoeste da localidade Cabeceirinha.
- Centro da lagoa da Guaíra.
- Ponto na estrada Lagoa Clara-Tabocas do Brejo Velho, na localidade Guaíra, fronteiro à lagoa da Guaíra.
- Ponto na estrada Mocambo-Guaíra, situado 6,4 km a sudeste do entroncamento para à fazenda Paloma.
- Ponto na estrada Mocambo-Guaíra, situado a nordeste da sede da fazenda São Cristovão.
- Ponto na estrada povoado de Mocambo- Fazendas Campos de Cristal e São Cristovão, situado 1,8 km a sudoeste da fazenda Real.
- Ponto na estrada Boa Esperança-Mariquita, na localidade Olho d`Água, próximo à fazenda Silva Radar e fronteiro ao Marimbu Porto Alegre.[10]

## Demografia

###### Composição Étnica 2010
| Cor/Raça | Percentagem     |
| -------- | --------------- |
| Parda    | 62,38%          |
| Branca   | 29,84%          |
| Negro    | 6,03%           |
| Indígena | Sem dados ou 0% |
| Amarelo  | 1,68%           |

## Economia
A implementação da moderna agricultura no espaço dos cerrados baianos foi um dos poucos fatos econômicos ocorridos no território do Estado, responsável pela mudança do perfil econômico político e geográfico da produção agrícola no Oeste da Bahia. Fato esse que marcou a incorporação da região como área produtiva no cenário econômico nacional, atendendo ao movimento de expansão do capital para a criação de uma nova fronteira agrícola. Com o auxílio das forças econômicas e políticas dominantes da região, atuando com o apoio de organismos do Governo do Estado.
O município produz em maiores quantidades as culturas de milho, mandioca e feijão, o que evidencia a produção tanto por pequenos produtores (Feijão fradinho e cana-de-açúcar), quanto a presença de grandes latifundiários produtores de cana-de-açúcar e mandioca (IBGE, 2006).
Atualmente encontra-se com as receitas acima do nível das despesas, com condições economicamente favoráveis.